# بخش بلده
بخش بلده یکی از بخش‌های شهرستان نور در استان مازندران در شمال ایران است.

## تقسیمات کشوری
- بخش بلده
  - دهستان اوزرود
  - دهستان تتارستاق
  - دهستان شیخ فضل اله نوری

یاسل،کام،خجیرکلا،مزید،تاکر،ولاشید،دویلات،چل،کمررود،انگرود،پیچده،ناحیه،اوزکلا، یالرود،مرچ،نج،هتر،میناک،نیکنام‌ده،ایل،کلا،ایوا، سراسب

## جمعیت
بنابر سرشماری مرکز آمار ایران، جمعیت بخش بلده شهرستان نور در سال ۱۳۹۵ برابر با ۷۶۳۰ نفر بوده است. مردم بخش بلده به زبان مازندرانی صحبت میکنند.